# بيرسي أ. ديكر
بيرسي أ. ديكر (بالإنجليزية: Percy A. Decker)‏ هو عسكري أمريكي، ولد في 4 أغسطس 1890 في نيويورك في الولايات المتحدة، وتوفي في 18 أغسطس 1936.